# Joel Gretsch
Joel James Gretsch (St. Cloud, Minnesota, 1963. december 20. –) amerikai színész. 

## Élete és pályafutása
Minneapolis városában, a Guthrie Színházban tanult színészetet, mielőtt 1989-ben Los Angeles költözött. Olyan darabokban játszott, mint Molière Tartuffe című alkotása.
Az 1990-es évek elején olyan híres sorozatokban tűnt fel, mint az Egy rém rendes család és a Melrose Place. A későbbiekben a JAG – Becsületbeli ügyek, a CSI: Miami helyszínelők és az NCIS epizódjaiban volt látható.
Legismertebb szerepei Tom Baldwin a 4400 című sci-fi sorozatban, valamint Owen Crawford kapitány Steven Spielberg hasonló műfajú Harmadik típusú emberrablások című minisorozatában.

## Magánélete
1999-ben házasodott össze Melanie Shatner amerikai színésznővel, William Shatner leányával. Két leánygyermekük született, Kaya és Willow.

## Filmográfia

### Film
| Év   | Magyar cím                     | Eredeti cím                        | Szerep                     | Magyar hang    |
| ---- | ------------------------------ | ---------------------------------- | -------------------------- | -------------- |
| 1999 |                                | Kate's Addiction                   | Jack                       |                |
| 2000 | Bagger Vance legendája         | The Legend of Bagger Vance         | Bobby Jones                | Németh Gábor   |
| 2001 |                                | Jane Bond (rövidfilm)              | jóképű férfi               |                |
| 2002 | Különvélemény                  | Minority Report                    | Donald Dubin               | Barát Attila   |
| 2002 | Császárok klubja               | The Emperor's Club                 | Sedgewick Bell felnőttként | Széles Tamás   |
| 2006 | Az otthon csapdájában          | Glass House: The Good Mother       | Raymond Goode              |                |
| 2007 | A nemzet aranya: Titkok könyve | National Treasure: Book of Secrets | Thomas Gates               | Lux Ádám       |
| 2009 | Dilidoki kiütve                | Shrink                             | Evan                       | Király Adrián  |
| 2009 | Grace megmentése               | Saving Grace B. Jones              | Dan Jones                  |                |
| 2009 | Az energia                     | Push                               | Jonah Gant                 | Varga Gábor    |
| 2011 |                                | Commerce (rövidfilm)               | Ken                        |                |
| 2013 | Ki van itt?                    | Are You Here                       | Red Coulter                | Laklóth Aladár |
| 2015 | Jelzőfény                      | Safelight                          | Mr. Sullivan               |                |
| 2015 |                                | Silent War (rövidfilm)             | Shae apja                  |                |
| 2017 | Halálosztag                    | Dead Trigger                       | Conlan tábornok            | Rosta Sándor   |
| 2023 | Air – Harc a legendáért        | Air                                | John O'Neil                |                |

### Televízió
| Év        | Magyar cím                       | Eredeti cím                      | Szerep                          | Megjegyzések                                          |
| --------- | -------------------------------- | -------------------------------- | ------------------------------- | ----------------------------------------------------- |
| 1992–1997 | Gazdagok és szépek               | The Bold and the Beautiful       | Billy Maxwell / Ramone / pultos | 12 epizód                                             |
| 1993      | Egy rém rendes család            | Married... with Children         | Johnny                          | 1 epizód                                              |
| 1994      |                                  | Saved by the Bell: The New Class | Tony Hartley                    | 1 epizód                                              |
| 1994      | Melrose Place                    | Melrose Place                    | Mitch Sheridan                  | 1 epizód                                              |
| 1994      | Danielle Steel: Családi album    | Family Album                     | John                            | - minisorozat (2 epizód) - magyar hangja: - Lux Ádám  |
| 1995      | Jóbarátok                        | Friends                          | Ed tűzoltó                      | 1 epizód                                              |
| 1995      | Renegade – A fejvadász           | Renegade                         | Chris                           | 1 epizód                                              |
| 1999      | JAG – Becsületbeli ügyek         | JAG                              | Hodge rendőrfőnök               | 1 epizód                                              |
| 1999      | Drága testek                     | Silk Stalkings                   | Rusty                           | 1 epizód                                              |
| 1999      | Pacific Blue                     | Pacific Blue                     | Mark Lewis                      | 1 epizód                                              |
| 1999      | Rejtélyes igazságok              | Beyond Belief: Fact or Fiction   | Dan Weaver                      | 1 epizód                                              |
| 2002      | Harmadik típusú emberrablások    | Taken                            | Owen Crawford ezredes           | minisorozat (5 epizód)                                |
| 2003      | CSI: Miami helyszínelők          | CSI: Miami                       | John Walker                     | 1 epizód                                              |
| 2003–2015 | NCIS                             | NCIS                             | Stan Burley ügynök              | 4 epizód                                              |
| 2004–2007 | 4400                             | The 4400                         | Tom Baldwin                     | főszereplő                                            |
| 2006      | CSI: New York-i helyszínelők     | CSI: NY                          | Dr. Keith Beaumont              | 1 epizód                                              |
| 2006      | Esküdt ellenségek: Bűnös szándék | Law & Order: Criminal Intent     | Jason Raines                    | 1 epizód                                              |
| 2007      | Az utazó                         | Journeyman                       | Frank Vasser                    | 1 epizód                                              |
| 2008      | Született nyomozók               | Women's Murder Club              | Pete Raynor                     | 3 epizód                                              |
| 2009      | Minden lében négy kanál          | Burn Notice                      | Scott Chandler                  | 1 epizód                                              |
| 2009      | Tara alteregói                   | United States of Tara            | Dr. Holden                      | 2 epizód                                              |
| 2009–2011 | V, mint veszélyes                | V                                | Jack Landry atya                | főszereplő (22 epizód)                                |
| 2011      | Célkeresztben                    | In Plain Sight                   | Lucas Provo őrnagy              | 1 epizód                                              |
| 2011      |                                  | The Playboy Club                 | Jimmy Wallace                   | 2 epizód                                              |
| 2012      | Nehéz döntés                     | Of Two Minds                     | Rick Clark                      | - tévéfilm - magyar hangja: - Zámbori Soma - Lux Ádám |
| 2013      | Ügyféllista                      | The Client List                  | Reese ranger százados           | 2 epizód                                              |
| 2013–2014 | Született boszorkányok           | Witches of East End              | Victor Beauchamp                | 5 epizód                                              |
| 2014      |                                  | Caper                            | Sam Clarke                      | 3 epizód                                              |
| 2014      | Zodiákus: Az apokalipszis jelei  | Zodiac: Signs of the Apocalypse  | Neil Martin                     | tévéfilm                                              |
| 2014      |                                  | Scorpion                         | Paul Lane kormányzó             | 1 epizód                                              |
| 2014      | A S.H.I.E.L.D. ügynökei          | Agents of S.H.I.E.L.D.           | Hank Thompson                   | 1 epizód                                              |
| 2015      | Gyilkos elmék                    | Criminal Minds                   | Paul Desario seriff             | 1 epizód                                              |
| 2016–2017 | Vámpírnaplók                     | The Vampire Diaries              | Peter Maxwell                   | visszatérő szerep (8. évad)                           |
| 2018      |                                  | Do Unto Others                   | John Adler lelkipásztor         | tévéfilm                                              |
| 2018      |                                  | A Father's Nightmare             | Matt Carmichael                 | tévéfilm                                              |
| 2020      | Bírónő, kérem!                   | All Rise                         | Frank Frost                     | 2 epizód                                              |